# Porfirio (película)
Porfirio es una película dramática colombiana dirigida y escrita por Alejandro Landes. La cinta se estrenó en el Festival de Cine de Cannes 2011 y posteriormente se proyectó en otros festivales como el de Toronto y Maryland.
La película está basada en la historia de la vida real de Porfirio Ramírez, quien fue elegido para interpretar su propia historia. Porfirio quedó parapléjico después de recibir un disparo de parte de un policía deshonesto. Porfirio ganó el Premio Golden Peacock a la Mejor Película en el 42° Festival Internacional de Cine de la India.

## Reparto
- Porfirio Ramírez como él mismo.
- Jarlinsson Ramírez como él mismo.
- Yor Jasbleidy Santos como ella misma.